# 水野宅郎
水野 宅郎（みずの たくろう、1978年〈昭和53年〉2月21日 - ）は、日本の医師、医学者。学位は医学博士。日本内科学会認定総合内科専門医、日本循環器学会認定循環器専門医、日本体育協会認定スポーツドクター、総合内科専門医であり、少年院を出て医師になるという異色の経歴を持つ医師。
大阪暁光高等学校看護専攻科で『病態学呼吸器・循環器』の授業を担当した。
自身が思春期に不良になったきっかけとして「自分は両親もよく自宅にいてくれたし、家庭環境が特に悪かったわけじゃない。だからこそ誰しもが不良になる機会が身近にあると思う」と話す。

## 経歴

### 生い立ち - 学生時代
大阪府松原市に生まれ、松原北小学校、松原第四中学校に通い、開業医の父親の元で中学生までは何不自由ない生活を送っていた。中学生になると徐々に成績不振になり入部した部活でもレギュラーから外れ、「何をやってもうまくいかない」と自暴自棄に陥り部活を退部した頃から人生の歯車が狂い始める。

### 不良少年時代
部活を退部した後にシンナーを吸い始め、15歳の秋には不良仲間と盗んだシンナーを吸うことに明け暮れる。その後、公園でシンナー吸引中に警察に逮捕され、家庭裁判所にて保護観察処分になる。1年間は毎月保護司の面接を受けるように言われ、出迎えてくれた保護司は小学生時に通っていた塾の塾長でもあり、後々医師を目指す事を伝えた人物でもあった。医師を目指すと伝えた際に言われたのは「将来、俺の死亡診断書を書けるようになれ」という言葉だった。
入学した高校も数か月で退学。高校中退後は不良少年として地元で恐れられ、「もし宅郎と出会えば、クマと鉢合わせたと思え」と言われていた。仲間に勧められるがままにシンナーを吸引し始めたが、それだけでは物足りず覚醒剤にも手を出し、大阪市内で密売人から覚醒剤の購入を重ねた。その後「クスリ代」欲しさに自販機荒らしや車上荒らしも繰り返し、自堕落な生活を送っていた18歳の夏に不良仲間と自販機荒らしをしていた現場を警察官に見つかり、逃げ遅れて逮捕され18歳で兵庫県加古川市の少年院「加古川学園・播磨学園」に送られる。少年院に入院した後に「落ちるところまで落ちてしまった」とようやく自分の行いを悔いるようになり反省の日々を送る中、父から一通の手紙が届いた。
```
《そんなに自分を
蔑む
な。お前は今でも自慢の息子だ》
```

手紙に書かれていた「蔑む」という漢字は読めなかったが、父親からの「自慢の息子」という文字に涙があふれた。少年院の中では周りの収容者が「出院後はヤクザになる」などと公言する中、1年間の少年院生活で自分を見つめ直した事で父には言い出せなかった父への憧れで自分が『医者になりたい』という夢を幼稚園の時に持っていたことを思い出し、少年院を出た後に父へ「医者になりたい、学校に行きたい」と言うと、高校には殆ど行っていなかったので、「高校3年間は行かせるつもりやったから、その分の学費を置いているし、3年間は好きにしたらいい」と言われた。その後、予備校に通って猛勉強した結果、高卒認定試験（旧大学入学資格検定）に合格する。

### 大学時代
高卒認定試験を経て3年目の受験で金沢医科大学医学部に合格。2008年に金沢医科大学医学部を卒業した後、金沢医科大学病院の臨床研修医になる。2010年に金沢医科大学病院を退き、金沢医科大学氷見市民病院の臨床研修医となる。2013年に初期研修が終了し内科助助教授となり、心臓ペースメーカー植込み、肺性心、中枢型睡眠時無呼吸原発性肺高血圧、脳梗塞、脳出血による肢体不自由の診療に従事する。同年に金沢医科大学氷見市民病院循環器内科助教になり、2014年3月に金沢医科大学大学院博士課程を修了し、医学博士号も取得する。

### 水野クリニック
2018年に金沢医科大学氷見市民病院を退き、父親が開業医として大阪府河内長野市に開設した「水野診療所」に勤務する。同年に「水野診療所」を閉院し新たに「水野クリニック」として出発する。
2020年に院長でもあった父親が他界し、宅郎が院長を引き継いだ水野クリニックでは「今まで、人に迷惑をかけてきたから、今度は大勢の人を助けたい『誰も断らないクリニック』にしたい」という方針のもとにどんな患者も受け入れ、困った患者のもとに駆け付けるよう心掛けた。コロナ患者が入院で家族と面会できない事態を避けるため、可能な限り在宅療養ができるよう訪問医の人数を増加。ICU並みの医療設備を確保した。地元住民からは「先生が地域の医療を支えてくれる」といった感謝の声も届く。更に病院での活動以外に「昔の自分と同じようにくすぶっている子供や青年たちに前を向いてほしい」と、各地の少年院や地元の不登校児らを対象に、自身の経験を伝える講演会を開く。
「人はささいなことで非行に走ってしまう。だからこそ自分が子供たちや地域の悩みを聞き、一緒に解決していきたい」と、こども食堂を運営し、ハロウィン、クリスマスパーティーなど季節毎にイベントを実施するなど、困窮や虐待、いじめなどに苦しむ児童を支えている。
2024年元日に起きた能登半島地震で被災された方々へ1月3日・4日にかけて、被災した穴水総合病院へ食料を届けた。被災地では水や食糧が非常に不足しており、入院患者は1日1食しか食事ができない状況だったので車4台に可能な限りの水と食料を積み込み、更に現地医師も患者どころではないかも…と考え臨時医師としても役に立つだろうと決意し被災地へと走った。

## 人物
2024年6月6日9時55分に「俺の死亡診断書を書けるようになれ」と約束した保護司の死亡診断書を書き、医師として恩師とかつて交わした約束を果たす。
救急時に荒地でもどこでも駆け付けれるように大型のロシア製トラックを購入し、医院専用の緊急車両として用いた事があったり、交通渋滞時にスムーズに駆け付けられるように屋根付きのスクーターで往診に行く事もある。
自身が能登半島地震で経験した被災地復興の手伝いにより、次は災害にも強いクリニックにしたいとの考えにより、医院で使用する車両の一部を4WD軽自動車にしている。ちなみに能登半島地震の被災地復興の手伝いには上記にあるロシア製トラックで向かった。
他界した父親が『お前のこと医者にしてくれるのは石川県の金沢医科大学しかないわ』と過去に話していて、自分のことを医者にしてくれた地域として学生時代を過ごしたのが石川県周辺なので、恩返しができるのであればと「足浴ボランティア」として月2度のペースで能登半島地震の被災地へのボランティア活動を行った。
兵庫県明石市にある通信制高校サポート校にて「自分が心からやりたいことを見つけてほしい」と講演で伝え、自らが一度は非行に走ったものの、父親、保護司、さまざまな人に支えられ立ち直った人生なので今度は自分が支える番だと語った。
SNSでバズるのを夢見ており、自身のSNSも「院長はバズりたい」と命名している。

## 出演
- ytvドキュメント　『365日診療中～新型コロナと“型破り”な町医者～』（2021/12/30）[20]
- MBS NEWS　覚醒剤に手を出して18歳で少年院へ...思い出したのは父と同じ『医師』になる夢　"患者を断らない病院"を目指す院長となったいま「次は応援する立場になりたい」（2024/05/23）[21]
- テレビ大阪「やさしいニュース」保護司との約束から26年…少年院出身の医師「今度は自分が後押しする番」（2024/06/26）[22]
- ABCテレビ「newsおかえり」少年院から一念発起して医師になった“元非行少年”　訪問診療・子ども食堂の運営　人のためにがんばる理由は父の思いがけない一言だった（2024/09/25）[23]
- 読売テレビ ten　「目の前の人を救いたい」コロナ患者を受け入れ、心を支える「町の医師」　奮闘続ける姿に密着（2024/09/25）[24]